# When a Man's a Man (film, 1924)
Pour le film de 1935 du même réalisateur, voir When a Man's a Man.
Pour plus de détails, voir Fiche technique et Distribution.
When a Man's a Man est un film muet américain réalisé par Edward F. Cline, sorti en 1924. 
Cline sortira une version parlante de ce film onze ans plus tard, adaptée du même roman.

## Fiche technique
- Titre : When a Man's a Man
- Réalisation : Edward F. Cline
- Société de production : Sol Lesser Productions
- Scénario : Walter Anthony, Harry Carr, d'après le roman de Harold Bell Wright
- Photographie : Harold Janes, Ned Van Buren
- Pays d'origine : États-Unis
- Format : Noir et blanc - 1,33:1
- Genre : Western
- Date de sortie : 
  - États-Unis : 3 février 1924

## Distribution
- John Bowers : Lawrence Knight, 'Patches'
- Marguerite De La Motte : Helen Wakefield
- Robert Frazer : Phil Acton
- June Marlowe : Kitty Reid
- Forrest Robinson : Le doyen
- Elizabeth Rhodes : Stella
- Fred Stanton : Nick Cambert
- George Hackathorne : Yapavai Joe
- Edward Hearn : Stanley Manning
- Johnny Fox Jr. :	Little Billy
- Arthur Hoyt : Professeur Parkhill
- Ray Thompson : Curley Elson
- Charles Mailes : Jim Reid